# Хосе Касадо дель Алісал
Хосе Касадо дель Алісал (ісп. José Casado del Alisal; 24 березня 1832, Вільяда — 8 жовтня 1886, Мадрид) — іспанський художник.
Освіту здобув в художній школі в Паленсії. Потім продовжив навчання в Королівській академії витончених мистецтв Сан-Фернандо в Мадриді. Учень Федеріко Мадрасо.
У 1855 році його картина «Воскресіння Лазаря» принесла йому стипендію для продовження навчання в Римі. В Італії відвідав Неаполь, Мілан і Венецію. Отриманий ним грант був продовжений до 1861 року, що дозволило Алісалю продовжити свою освіту в Парижі, де він взяв участь у Виставці 1862 року з своєю роботою «Клятва Кадісських кортесів», яка в даний час експонується в Конгресі депутатів Іспанії.
Був директором Іспанської академії в Римі і членом Королівської академії витончених мистецтв Сан-Фернандо в Мадриді.
Хосе Касадо дель Алісал відомий, перш за все, як художник історичного жанру і портретист. Серед його замовників — іспанські аристократи і знати, в тому числі Ізабелла II і Альфонс XII.
Стиль робіт художника, це спроба поєднати закони академізму з ідеалами романтизму.
Був нагороджений медалями на національних виставках 1860 і 1864 років. У 1881 році він представив на Національній художній виставці своє полотно «Дзвін Уеска», яке не було нагороджено медалями, проте відзначено «cum laude» (з лат. З пошаною), через це Алісаль склав із себе повноваження директора Іспанської академії.